# Karmelitinnenkloster Niort-Bessines
Das Karmelitinnenkloster Niort-Bessines war von 1648 bis 2021 ein Kloster der Karmelitinnen in Niort und in Bessines, Département Deux-Sèvres, im Erzbistum Poitiers in Frankreich.

## Geschichte
1648 kamen die ersten Karmelitinnen von Paris nach Niort und gründeten im Hôtel de Barbezières einen Karmel, dem 1675 vom Architekten François Le Duc genannt Toscane (1640–1703) im Garten des Anwesens ein Kloster errichtet wurde. 1792 wurde der Konvent durch die Französische Revolution vertrieben, lebte zwar im Untergrund weiter, verschwand aber endgültig1808. 1858 ging von Karmelitinnen aus Poitiers eine neuerliche Gründung aus, die in der Rue de Strasbourg durch den Architekten Pierre-Théophile Segretain (1798–1864) ein Kloster bauen ließ, dessen Kirche 1868 eingeweiht wurde und dessen letzte Gebäude 1879 vollendet wurden. Von 1901 bis 1919 lebte der Konvent im Exil in Thumaide (Belœil) in Belgien. Dafür wurden 1940 in Niort belgische Karmelitinnen des Schlosses Corioûle (zwischen Assesse und Gesves) aufgenommen. 1955 kamen im Kloster 16 Karmelitinnen aus Hanoi unter, die zwei Jahre später nach Dolbeau-Mistassini in Kanada weiterzogen. 2006 wurde ein Klosterneubau in Bessines (Rue de Bellevue Nr. 16) beschlossen und 2009 bezogen. Dort nannte sich der Konvent „Karmel vom Ostergeheimnis“ (Carmel du Mystère Pascal). 2021 musste das Kloster wegen Überalterung aufgegeben werden.